# Tikøb
Tikøb is een plaats in de Deense regio Hovedstaden, in de gemeente Helsingør en telt 692 inwoners (2007).